# Ціян
Ціян (кит. спр. 祁阳市, піньїнь: Qíyáng Shì) — місто-повіт в південнокитайській провінції Хунань, складова міста Юнчжоу.

## Географія
Ціян розташовується на висоті близько 120 метрів над рівнем моря у північно-східній частині префектури.

### Клімат
Місто знаходиться у зоні, котра характеризується вологим субтропічним кліматом. Найтепліший місяць — липень із середньою температурою 29,8 °C. Найхолодніший місяць — січень, із середньою температурою 6,4 °С.
| Клімат Ціяна            | Клімат Ціяна | Клімат Ціяна | Клімат Ціяна | Клімат Ціяна | Клімат Ціяна | Клімат Ціяна | Клімат Ціяна | Клімат Ціяна | Клімат Ціяна | Клімат Ціяна | Клімат Ціяна | Клімат Ціяна | Клімат Ціяна |
| Показник                | Січ.         | Лют.         | Бер.         | Квіт.        | Трав.        | Черв.        | Лип.         | Серп.        | Вер.         | Жовт.        | Лист.        | Груд.        | Рік          |
| Середній максимум, °C   | 9,8          | 11,8         | 16,1         | 22,8         | 27,7         | 31           | 34,4         | 33,6         | 29,6         | 24,4         | 18,8         | 13,1         | 22,8         |
| Середня температура, °C | 6,4          | 8,4          | 12,2         | 18,4         | 23,3         | 26,7         | 29,8         | 28,9         | 25,1         | 19,8         | 14,3         | 8,8          | 18,5         |
| Середній мінімум, °C    | 4,1          | 6,1          | 9,6          | 15,4         | 20           | 23,6         | 26,2         | 25,6         | 21,9         | 16,6         | 11,1         | 5,7          | 15,5         |
| Норма опадів, мм        | 74.7         | 98.8         | 139          | 151.3        | 190.8        | 198.3        | 120.9        | 133.6        | 63.6         | 64.3         | 68           | 45.4         | 1348.7       |
| Вологість повітря, %    | 81           | 82           | 82           | 80           | 79           | 79           | 71           | 74           | 75           | 75           | 75           | 76           | 77.4         |
| ----------------------- | ------------ | ------------ | ------------ | ------------ | ------------ | ------------ | ------------ | ------------ | ------------ | ------------ | ------------ | ------------ | ------------ |
| Джерело: data.cma.cn    |              |              |              |              |              |              |              |              |              |              |              |              |              |